# Jørgen Juve
Jørgen Juve, né le 22 novembre 1906 à Porsgrunn et mort le 12 avril 1983 à Oslo, est un footballeur norvégien.

## Biographie
Il jouait pour le FC Lyn Oslo, et également pour l'équipe nationale norvégienne. Il était le meilleur buteur de l'histoire de l'équipe nationale de Norvège avec 33 réalisations en 45 matchs. Ce qui est un véritable exploit quand on sait qu'il a joué seulement 22 matchs en tant qu'attaquant. En effet, son poste d'origine est arrière droit voir milieu centre. Il fut reconverti attaquant par la suite.
Il était le capitaine de l'équipe norvégienne qui participa aux Jeux olympiques d'été de 1936 et qui obtint la médaille de bronze.